# Орден Вюртембергской короны
Орден Вюртембергской короны (нем. Orden der Württembergischen Krone) — династический орден герцогов, а затем и королей государства Вюртемберг.

## Предыстория
В 1702 году герцогом Вюртембергским Эберхардом Людвигом был основан «Охотничий орден св. Губерта». После значительного расширения территории Вюртемберга и принятия Фридрихом I королевского титула орден получил новый статут и 6 марта 1807 года переименован в «Рыцарский орден Золотого орла» (Ritterorden des Goldenen Adlers). Для принятия в орден было необходимым дворянское происхождение или же чин не ниже фельдмаршал-лейтенанта. В дополнение к этому ордену  в ноябре 1806 года король Фридрих I создаёт «Орден за гражданские заслуги», которым награждались особо отличившиеся чиновники. 

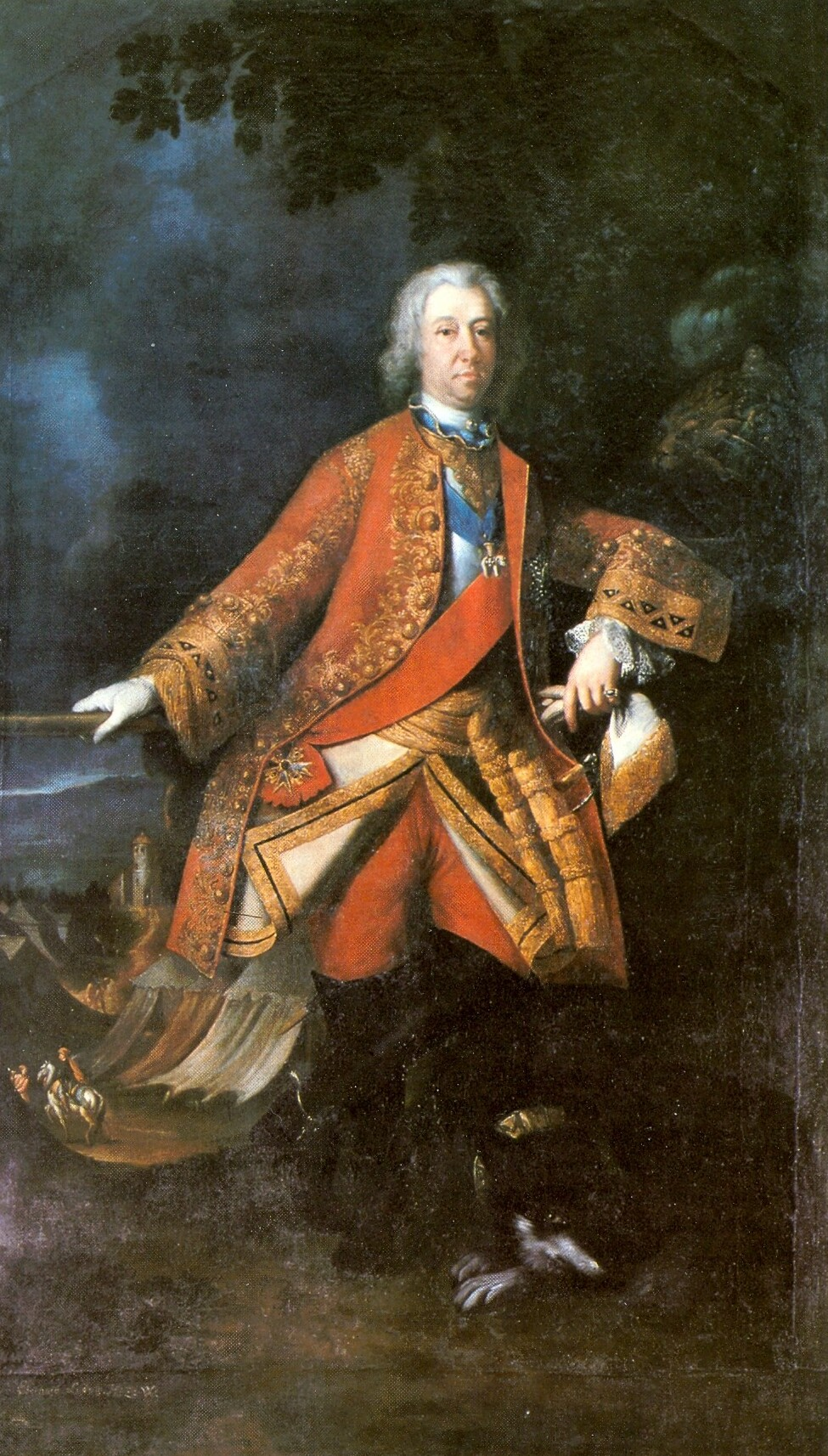
Герцог Эберхард Людвиг со знаком Охотничего ордена св. Губерта (на красной ленте через левое плечо).
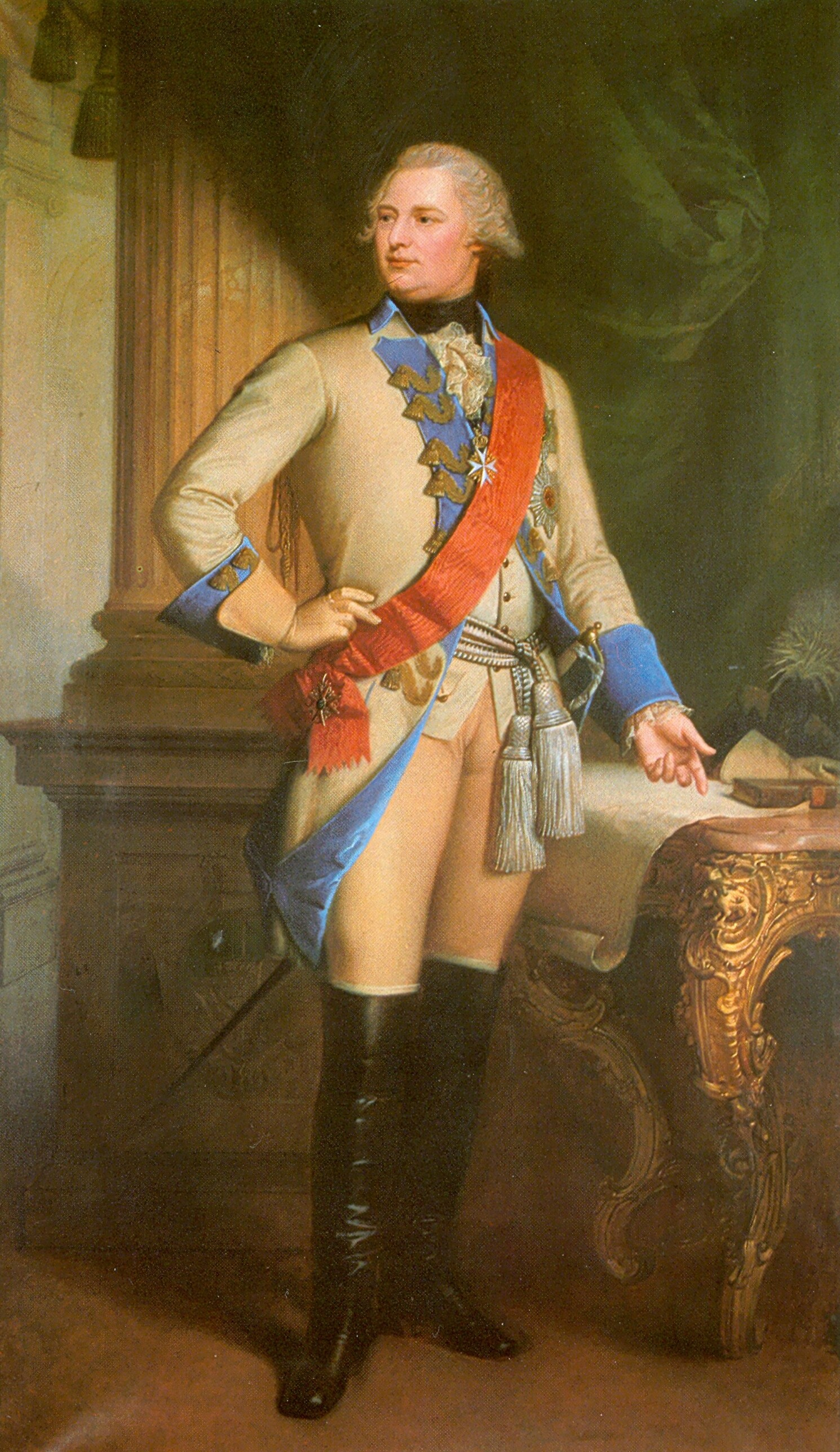
Фридрих I, герцог (в будущем — король) Вюртемберга со знаком Охотничего ордена св. Губерта.
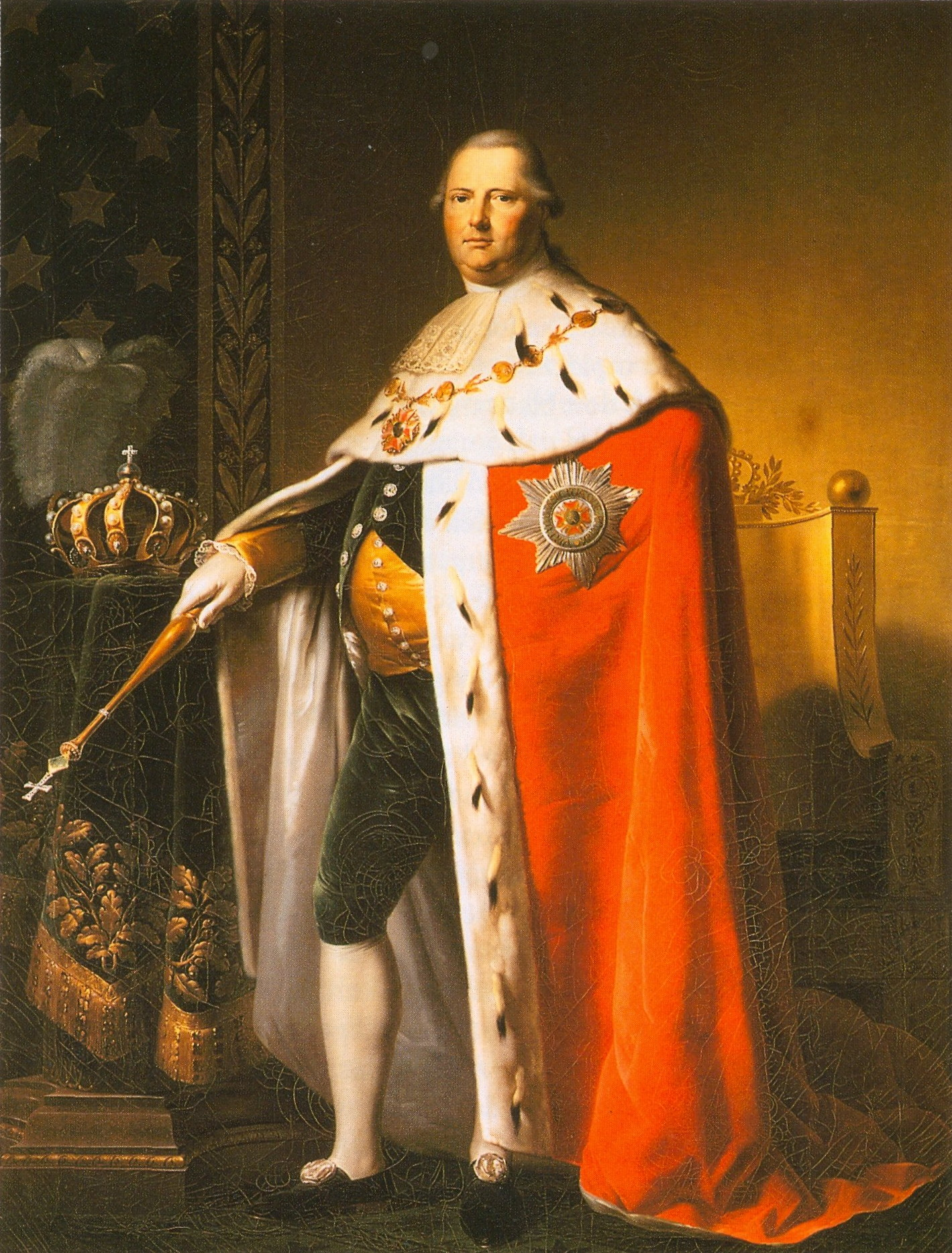
Король Фридрих I с королевскими регалиями и знаками ордена Золотого орла - знаком на цепи и вышитой звездой.
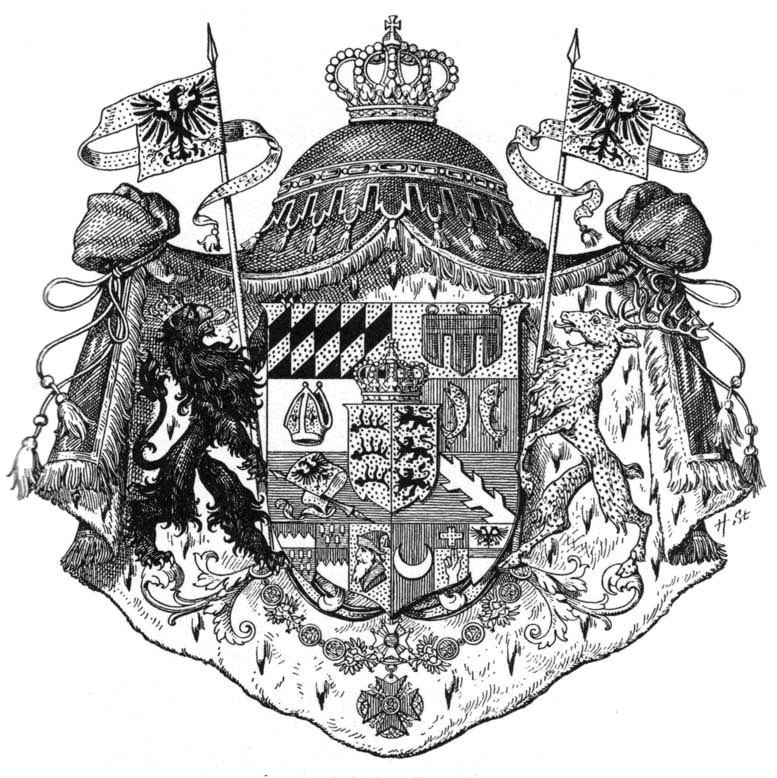
Герб королевства Вюртемберг до 1817 года со знаком ордена Золотого орла на цепи (выше виден знак ордена Гражданских заслуг).
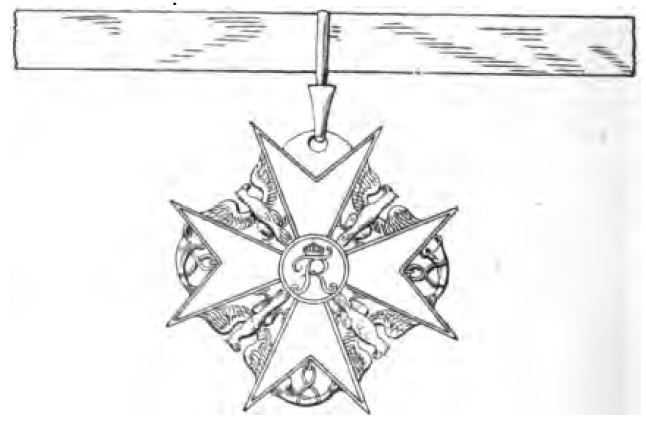
Знак ордена Золотого орла.
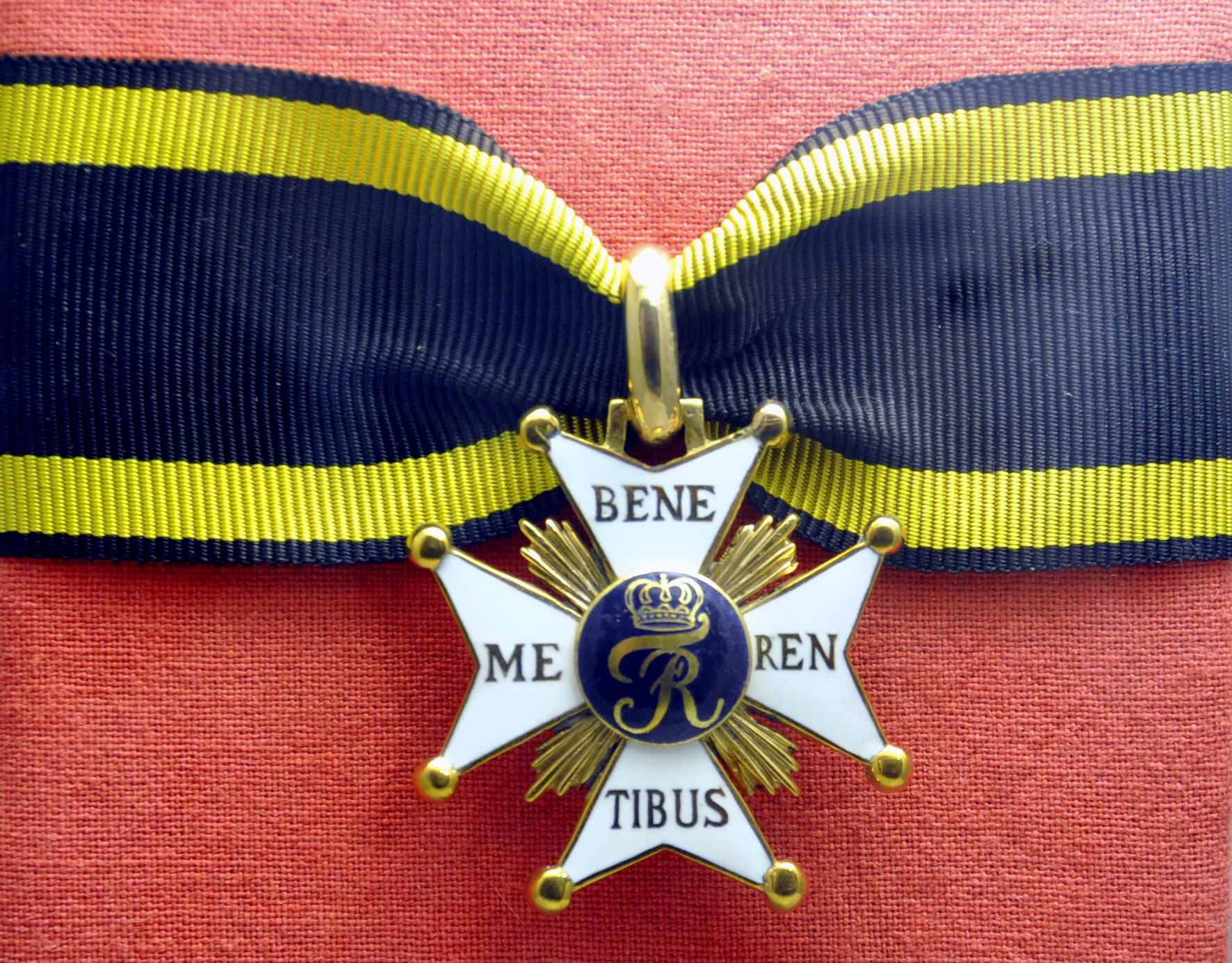
Знак ордена Гражданских заслуг

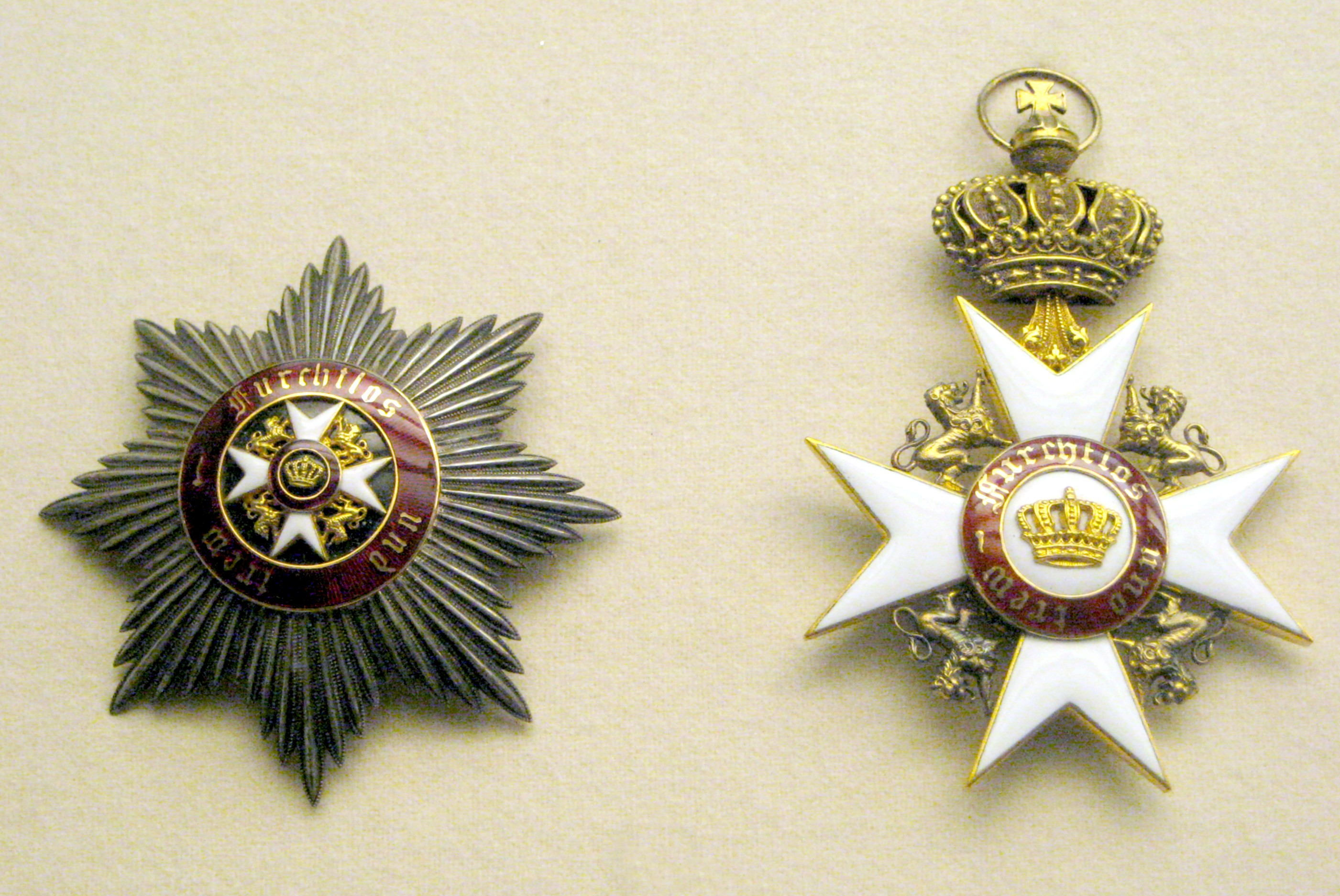
Звезда и знак Большого креста

## История и степени
23 сентября 1818 года оба ордена — Золотого орла и Гражданских заслуг, были объединены вюртембергским королём Вильгельмом I. Орден первоначально содержал 3 степени: 
- Большой крест
- Командор
- Рыцарь

Количество награждаемых ограничено не было. До 1913 года награждаемые вюртембержцы одновременно получали личное дворянство и к своей фамилии получали приставку «рыцарь фон …». 
В сентябре 1870 года степень «рыцарь» была разделена на 2 класса. Позднее заслужившие награду за военные деяния получали орденский знак, украшенный двумя скрещёнными золотыми мечами. В 1892 орденский статут был вновь изменён. Орден был разделён на следующие степени:
- – Большой крест для монархов
- – Большой крест
- – Командор (комтур) со звездой
- – Командор (комтур)
- – Почётный крест
- – Рыцарский крест
- – Золотая медаль за заслуги
- – Серебряная медаль за заслуги (до 1892 года).

Сыновья короля Вюртемберга награждались орденом Вюртембергской короны по достижении ими 7 лет, другие принцы Вюртембергского дома — в 14 лет. 
Орденом Вюртембергской короны были награждены все российские монархи, начиная с Александра I. Высшим орденом Вюртембергского дома император Николай I был награжден в 1826 году. 
В 1871 году, в виде особой чести, Большого креста ордена в бриллиантах был удостоен рейхсканцлер Отто фон Бисмарк.

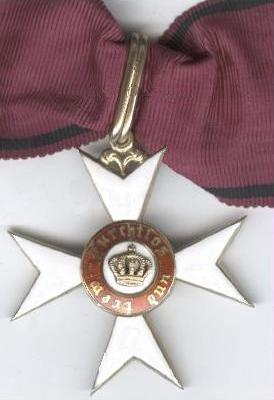
Знак командора

## Знаки ордена
Знак ордена Вюртембергской короны представляет собой золотой мальтийский крест белой эмали. На знаках Большого креста и командоров в углах креста расположены золотые вюртембергские львы. На Рыцарском кресте львы могли быть добавлены в качестве указания на особые заслуги награждённого. В центре креста круглый медальон белой эмали с широким ободком красной эмали. В центре медальона золотая королевская корона. На ободке медальона начертан золотом девиз Вюртемберга «Furchtlos und trew» готическим шрифтом. На оборотной стороне креста в центре такой же медальон, в центре которого вензель короля Фридриха I. Крест подвешен к золотой королевской короне, которая через кольцо крепится к орденской ленте.
С 1866 года к знакам ордена за военные заслуги добавлялись скрещенные золотые мечи. С 1890 года при получении более высокой степени без мечей, мечи с младшей степени переносились на старшую.
Знак Большого креста носился на ленте через правое плечо, на левой стороне груди — восьмиконечная звезда. Командорские знаки носились на шейной ленте, командор со звездой носил крестообразную звезду. Знаки остальных классов и медали ордена носились на левой стороне груди.
Звезда Большого креста — восьмиконечная серебряная (для монархов — золотая), на центр которой наложен круглый золотой медальон с широким ободком красной эмали, на котором начертан девиз. Центр медальона — чёрной эмали для монархов и серебряный для остальных кавалеров. На центр медальона наложен орденский крест без девиза. 
Звезда командора со звездой — знак ордена, увеличенный до размера звезды, с лучами в углах креста. 
Орденская лента карминно-красная, с чёрными полосками по краям. Для членов правящей династии и монархов лента Большого креста — кроваво-красная, с чёрными полосками по краям. 